# Уйфальви де Мезоковезд, Шарль Эжен
Шарль Эжен Уйфальви де Мезоковезд (венг. Károly Újfalvy von Mezőkövesd) (16 мая 1842, Вена — 31 января 1904, Флоренция) — французский антрополог, этнограф, географ и финно-угровед.

## Биография
По происхождению венгр. Получил военное образование, после отставки прослушал курс лекций в Боннском университете, изучал финно-угорские и тюркские языки.
Занимал кафедру географии и истории средней и восточной Азии в Школе живых восточных языков, состоял действительным членом Академии наук Венгрии, и ряда научных обществ Парижа, Амстердама, Будапешта, был избран в 1877 году членом-корреспондентом Императорского Русского географического общества.
В 1870 году получил степень доктора философии.
С 1876 по 1878 годах участвовал в научной экспедиции, посланной правительством Франции в Россию, Сибирь и Среднюю Азию. В ходе поездки Уйфальви посетил Башкирию, провел антропологическое исследование башкир с целью подтвердить их финно-угорское происхождение.
Составил грамматику вепсского языка. В 1876 году посетил Лодейнопольский уезд, где провел антропологические исследования вепсов.
В течение 1881—1882 годах объехал Индию, Кашмир и Малый Тибет.
Результатом экспедиций стал материал в 6 томах «Французская научная экспедиция в Россию, Сибирь и Туркестан», как глава миссии был награжден Орденом почетного легиона.
Перевёл ряд стихотворений венгерского поэта Шандор Петёфи на французский. Также им переведена на французский язык руна первая карело-финского эпоса «Калевала».
Его жена Мария Уйфальви-Бурдон (1846—1912) принимала участие в некоторых литературных трудах своего мужа и его путешествиях. В 1880 году были изданы ее путевые дневники «Из Парижа в Самарканд, Фергану, Кульджу и Западную Сибирь: дорожные впечатления парижанки».

## Сочинения
- «Alfred de Musset. Eine Studie» (1870)
- «La langue magyare, son origine et ses affinités» (1871)
- «La Hongrie, son histoire, sa langue et sa littérature» (1872)
- «Recherches sur le tableau ethnographique de la Bible» (1873)
- «La migration des peuples et particulièrement celle des Touraniens» (1873)
- «Mélanges altaïques» (1874)
- «Principes de phonétique dans la langue finnoise» (1875)
- «Eléments de grammaire magyare» (1875)
- «Essai de grammaire vêpse ou tchoude» (1885)
- «Etudes comparées des langues ougro-finnoises» (1876)
- «Le Kohistan, le Ferganah et Kouldja» (1878)
- «Le Syr-Daria, le Zerafchan et le pays des Sept-Riviéres de la Sibérie» (1879)
- «Les Bachkirs et les Vêpses» (1880)
- «Les oeuvres ancienes du Cachemire» (1883)
- «Aus dem westlichen Himalaya. Erlebnisse und Forschungen» (1884)
- «Description ethnologique de l’Asie-Centrale, au Cachemire etc.» (1900).
- Башкиры, мещеряки и тептяри //Известия Русского географического общества. 1877. Т.13. Вып.2;
- Les Bachkirs, les Vеpses et les antiquitеs finno-ougriennes et altaiques, precedes des resultats anthropologiques d’un voyage en Asie centrale //Expedition scientifique francaise en Russie, en Siberie et dans le Turkestan. Paris, 1880. Vol.3.